# 1996年アトランタオリンピックのスロベニア選手団
1996年アトランタオリンピックのスロベニア選手団（1996ねんアトランタオリンピックのスロベニアせんしゅだん）は、1996年7月19日から8月4日にかけてアメリカ合衆国のジョージア州アトランタで開催された1996年アトランタオリンピックのスロベニア選手団、およびその競技結果。

## 概要
銀メダル2個、合計2個のメダルを獲得した。

## メダル
| メダル | 選手名                 | 競技   | 種目                 |
| ------ | ---------------------- | ------ | -------------------- |
| 銀     | ブリギッタ・ブコヴェツ | 陸上   | 女子100mハードル     |
| 銀     | アンドラス・ベホバル   | カヌー | 男子カヤックシングル |